# Liste der Kulturdenkmale in Edersleben
In der Liste der Kulturdenkmale in Edersleben sind alle  Kulturdenkmale der Gemeinde Edersleben und ihrer Ortsteile aufgelistet. Grundlage ist das Denkmalverzeichnis des Landes Sachsen-Anhalt, das auf Basis des Denkmalschutzgesetzes des Landes Sachsen-Anhalt vom 21. Oktober 1991 durch das Landesamt für Denkmalpflege und Archäologie Sachsen-Anhalt erstellt und seither laufend ergänzt wurde (Stand: 25. Februar 2015).

## Kulturdenkmale nach Ortsteilen

### Edersleben
| Lage                                  | Bezeichnung  | Beschreibung     | Erfassungs- nummer | Ausweisungsart | Bild           |
| ------------------------------------- | ------------ | ---------------- | ------------------ | -------------- | -------------- |
| Ernst-Thälmann-Straße 96 (Karte)      | Wohnhaus     |                  | 094 84913          | Baudenkmal     | BW             |
| Ernst-Thälmann-Straße 110 (Karte)     | Mühle        | Untermühle       | 094 84914          | Baudenkmal     | BW             |
| Ernst-Thälmann-Straße 118 (Karte)     | Schmiede     |                  | 094 84915          | Baudenkmal     | BW             |
| Ernst-Thälmann-Straße 127 (Karte)     | Schule       |                  | 094 84916          | Baudenkmal     | BW             |
| Friedrich-Engels-Berg 5 (Karte)       | Wohnhaus     |                  | 094 84917          | Baudenkmal     | BW             |
| Friedrich-Engels-Berg 25 (Karte)      | Mühle        | Obermühle        | 094 84918          | Baudenkmal     | Mühle          |
| Karl-Liebknecht-Straße 47, 48 (Karte) | Häusergruppe |                  | 094 84919          | Denkmalbereich | BW             |
| Oberdorfstraße 1 (Karte)              | Kirche       | St. Bartholomaei | 094 84920          | Baudenkmal     | Weitere Bilder |
| Oberdorfstraße 2 (Karte)              | Pfarrhaus    |                  | 094 84921          | Baudenkmal     | Pfarrhaus      |

## Legende
In den Spalten befinden sich folgende Informationen:
- Lage: Nennt den Straßennamen und wenn vorhanden die Hausnummer des Kulturdenkmals. Die Grundsortierung der Liste erfolgt nach dieser Adresse. Der Link „Karte“ führt zu verschiedenen Kartendarstellungen und nennt die geographischen Koordinaten.
Link zu einem Kartenansichtstool, um Koordinaten zu setzen. In der Kartenansicht sind Baudenkmale ohne Koordinaten mit einem roten bzw. orangen Marker dargestellt und können in der Karte gesetzt werden. Baudenkmale ohne Bild sind mit einem blauen bzw. roten Marker gekennzeichnet, Baudenkmale mit Bild mit einem grünen bzw. orangen Marker.
- Offizielle Bezeichnung: Nennt den Namen, die Bezeichnung oder zumindest die Art des Kulturdenkmals und verlinkt, soweit vorhanden, auf den Artikel zum Objekt.
- Beschreibung: Nennt bauliche und geschichtliche Einzelheiten des Kulturdenkmals, vorzugsweise die Denkmaleigenschaften.
- Erfassungsnummer: Für jedes Kulturdenkmal wird in Sachsen-Anhalt eine 20stellige Erfassungsnummer vergeben. Die letzten zwölf Ziffern werden für die Untergliederung nach Teilobjekten genutzt und werden nur angegeben, soweit vergeben. In dieser Spalte kann sich folgendes Icon  befinden, dies führt zu Angaben zu diesem Baudenkmal bei Wikidata.
- Ausweisungsart: Die Einordnung des Denkmales nach § 2 Abs. 2 DenkmSchG LSA
- Bild: Ein Bild des Denkmales, und gegebenenfalls einen Link zu weiteren Fotos des Kulturdenkmals im Medienarchiv Wikimedia Commons. Wenn man auf das Kamerasymbol klickt, können Fotos zu Kulturdenkmalen aus dieser Liste hochgeladen werden: